# Super Godzilla
Super Godzilla is een computerspel voor de Super Nintendo, gebaseerd op het monster Godzilla. Het spel kwam uit in 1993 en werd ontwikkeld door Toho. Het spel is een vervolg op Godzilla: Monster of Monsters.

## Achtergrond
In tegenstelling tot andere spellen uit dit tijd is Super Godzilla niet een rechttoe rechtaan actiespel. In plaats daarvan moet de speler Godzilla de verschillende levels in leiden door de juiste knoppen op het juiste moment in te drukken. Het scherm is opgesplitst in twee delen: bovenin is te zien welke actie Godzilla uitvoert, en onderaan is te zien waar hij zich in het level bevindt. Als Godzilla een ander monster tegenkomt, verschijnt een groot scherm waarop gevochten wordt.
In het spel krijgt Godzilla een upgrade tot Super Godzilla. Deze Super Godzilla is vrijwel identiek aan SpaceGodzilla, die een jaar later in de film Godzilla vs. SpaceGodzilla opdook.

## Verhaal
Een groep aliens nadert de aarde en bedreigt al het leven. Het lot van de wereld ligt in handen van een kleine groep mensen, die de hulp van Godzilla inroepen. Ze beheersen het monster via een zender in de Super X2.

## Gameplay
De speler neemt de rol van de Super X2-piloot aan. Hij moet Godzilla aanzetten tot het bevechten van andere monsters. Godzilla bevecht naast andere monsters ook ruimteschepen en tanks.
De speler kan veel voorwerpen verzamelen om Godzilla meer kracht te geven. Godzilla zelf kan door bergen en gebouwen heen breken.
In elk level moet Godzilla tegen UFO’s vechten. Pas als de speler het moederschip vindt en vernietigt, verdwijnen de UFO’s permanent.
Elk level heeft een tijdlimiet waarbinnen de speler het level moet uitspelen.

## Bespeelbare personages
- Godzilla: de verdediger van Japan. Hij staat onder controle van een groep mensen.

- Super Godzilla: een power-up die Godzilla krijgt nadat hij de drie capsules met Super S-energie heeft gevonden.

## Vijandige monsters
- King Ghidorah
- Mechagodzilla
- Biollante
- Battra
- Mecha-King Ghidorah
- Bagan

## Ontvangst
| Beoordeeld door                      | Datum          | Score |
| ------------------------------------ | -------------- | ----- |
| GamePro (USA)                        | oktober 1994   | 60%   |
| Electronic Gaming Monthly (EGM)      | juli 1994      | 60%   |
| Video Games & Computer Entertainment | augustus 1994  | 50%   |
| All Game Guide                       | 1998           | 40%   |
| Total! (Duitsland)                   | september 1994 | 25%   |